# Colli Orientali del Friuli Cialla Refosco dal peduncolo rosso riserva
Il Colli Orientali del Friuli Cialla Refosco dal Peduncolo rosso riserva è un vino DOC la cui produzione è consentita nella provincia di Udine.

## Caratteristiche organolettiche
- colore: rosso granato più o meno intenso, con riflessi violacei
- odore: caratteristico, con lievi sentori di spezie e piccoli frutti
- sapore: asciutto, pieno, caldo, più o meno amarognolo

## Produzione
Provincia, stagione, volume in ettolitri
- nessun dato disponibile